# Kronosz Kiadó
A Kronosz Kiadó 2012 tavaszán alakult, fő profilként társadalomtudományi szakkönyvekkel, azon belül is elsősorban a történelmi és a Pécs-baranyai helytörténeti kiadványokkal foglalkozó könyvkiadó és digitális nyomda, de irodalomtörténeti, művészeti könyvek is szerepelnek kínálatában. Önálló sorozatai a Sziluett – Korszerű történelmi életrajzok; Pécsi Mozaik; SziTu – Színháztudományi Kiskönyvtár.

## A kiadóról
A beérkező kézirat szöveggondozásától a kész könyv forgalmazásáig mindent egy kézben tart: szöveggondozás, korrektúra, nyomdai előkészítés, szerkesztés, kiadói feladatok, nyomdai kivitelezés, könyvesbolti, online, kis- és nagykereskedelmi fogalmazás. Saját nyomdájában 3-500 példányig készítenek puhatáblás (kartonált), 50-100 példányig pedig keménytáblás könyveket, de nemegyszer készült már 10-50 db könyv is, tetszőleges darabszámú utánnyomással. 
A kiadó és nyomda a Pécsi Tudományegyetem számos intézetével és karával is munkakapcsolatban áll, ezek közül kiemelkedik a PTE Történettudományi Intézet, mivel a kiadó elsősorban társadalomtudományi szakkönyvkiadóként működik.
Számos könyv látott napvilágot az Állambiztonsági Szolgálatok Történeti Levéltárával vagy a Pécs Története Alapítvánnyal közös kiadásában.